# Shahid Afridi
Sahibzada Mohammad Shahid Khan Afridi (* 1. März 1975 in Khyber Agency, FATA) ist ein ehemaliger pakistanischer Cricketspieler. Er war bei seinem Test, bei 38 One-Day International Matches (ODIs) und 43 Twenty20 Internationals (T20Is) Kapitän des pakistanischen Cricketteams. Insgesamt hat er 27 Tests, 298 ODIs und 98 T20Is absolviert (Stand: 28. Mai 2015). Derzeit ist er der Spieler, der die meisten Twenty20 Internationals absolviert hat.

## Karriere
Shahid Afridi gab sein internationales Debüt als 16-Jähriger bei einem ODI gegen Kenia, spielte allerdings nur als Bowler. Im folgenden Match gegen Sri Lanka trat er erstmals auch als Batsman auf und brach dabei mehrere Rekorde: So erzielte er den schnellsten ODI-Century, wobei er nur 37 Bälle für seine 100 Runs benötigte. Das war zu diesem Zeitpunkt 11 weniger als der vorherige Rekordhalter Sanath Jayasuriya. Bei diesem Century stellte er auch dessen Rekord an Sixes ein. Mit seinen 16 Jahren und 217 Tagen ist er bis heute der jüngste Spieler, dem ein ODI-Century gelang.
In diesem Spiel, das Pakistan gewann, wurde er zum Man of the Match gewählt. Es wurde der Beginn einer erfolgreichen ODI-Karriere, in der er bis dato 398 Matches absolviert hat, 38 davon als Kapitän. Er war ursprünglich vor allem für seine aggressive Batting-Technik bekannt. Diese hat ihn vor allem in seinem Heimatland zu einem Publikumsliebling werden lassen. In jüngerer Vergangenheit ist aber eher das Bowling zu seiner Stärke geworden.
Sein Test-Debüt gab Afridi zwei Jahre nach seinem ODI-Debüt. Zu diesem Zeitpunkt hatte er bereits 66 ODIs für Pakistan bestritten, so viele wie bis dahin noch niemand vor seinem Test-Debüt. Über die Jahre spielte er nur vereinzelte Tests und trat nach seinem einzigen Auftritt als Test-Kapitän 2010 vom Test-Cricket zurück. Im T20 International war er Mitglied der Mannschaft, die durch den Sieg beim ICC World Twenty20 2009 zum Weltmeister in dieser Spielform wurde. Unmittelbar danach wurde er mit der Kapitänswürde im T20I ausgestattet. Am 3. Juni 2012 bestritt Afridi als erster Spieler sein fünfzigstes T20 International. Nachdem der ICC World Twenty20 2016 enttäuschend für Pakistan verlaufen war, trat er als Kapitän zurück, entschied sich jedoch, entgegen vorheriger Ankündigungen, weiter internationales Cricket zu spielen.